# Escola Superior Náutica Infante D. Henrique
Die Escola Superior Náutica Infante D. Henrique (ENIDH; „Nautische Hochschule Infante D. Henrique“), nach Heinrich dem Seefahrer benannt, ist eine polytechnische Hochschuleinrichtung in Portugal, die unter der Aufsicht des Ministeriums für Wissenschaft, Technologie und Hochschulbildung steht und auf die Ausbildung von Offizieren der Handelsmarine sowie von leitenden Angestellten für die Tätigkeit im Seehafen ausgerichtet ist. Das Nautische College befindet sich derzeit in Paço de Arcos.
In der Escola Náutica werden Hochschulkurse in Übereinstimmung mit dem Bologna-Protokoll unterrichtet. Neben den Hochschulkursen bietet die Escola Náutica auch Kurse an, die zu einer Zertifizierung für Fachleute im maritimen Hafenbereich führen.